# 4. orožniški polk (Avstrijsko cesarstvo)
4. orožniški polk je bil polk avstrijskega orožništva.

## Zgodovina
Polk je bil ustanovljen 18. januarja 1850, pri čemer je bil zadolžen za področje Galicije, Bukovine in Krakova.
Leta 1854 so razdelili polkovno področje, pri čemer so ustanovili nov 17. orožniški polk, ki je imel sedež v Krakovu.
V sklopu reorganizacije, ki jo je 11. julija ukazal notranji minister in 8. avgusta 1860 nato še generalni inšpektor orožništva, je bil polk zadolžen za področje Galicije in Bukovine, pri čemer je polkovni štab ostal v Lvovu.
Polk je bil razpuščen v reorganizaciji leta 1866, ko so razpustili vse polke in ustanovili deželna orožniška poveljstva.